# Pauline Ducruet
Pauline Grace Maguy Ducruet (Monte-Carlo, 1994. május 4. –), Stefánia monacói hercegnő és testőrének, az emigráns olasz családból származó Daniel Ducruet második gyermeke. Nyolcadik a monacói trónöröklési sorrendben.

## Élete

### Családja
Pauline a monte-carlói Grace Hercegné Kórházban született 1994 májusában. Szülei 1995. július 1-jén polgári házasságot kötöttek, melyet egy évvel később felbontottak. Van egy bátyja, Louis (1992), valamint két féltestvére, édesapja idősebb, házasságon kívül született gyermeke, Michaël (1992) és az édesanyja későbbi kapcsolatából származó Camille (1998). Dédapja, John Kelly evezősként három olimpiai aranyérmet szerzett az Egyesült Államoknak, 1920-ban és 1924-ben.

### Sportkarrierje
2009-ben Budapest-en, a műugrók junior Európa-bajnokságán B korcsoportban (14–15 évesek) 1 méteren – a 25 indulóból – a 18., míg 3 méteren – a 23 versenyző közül – a 22. helyen zárt. A 2010. évi nyári ifjúsági olimpiai játékokon 3 méteren döntőbe került, de ott az utolsó, 12. helyen végzett. A tucsoni junior világbajnokságon – a lányok 16-18 éves (A korcsoportos) mezőnyében – 1 méteren a 21., 3 méteren pedig a 29. helyen zárt.
Eredmények
| Sportesemény                                         | Versenyszámok | Versenyszámok | Versenyszámok | Versenyszámok | Versenyszámok |
| Sportesemény                                         | 1 m           | 3 m           | 3 m szinkron  | 10 m torony   | 10 m szinkron |
| ---------------------------------------------------- | ------------- | ------------- | ------------- | ------------- | ------------- |
| 2008-as junior műugró-világbajnokság, Aahen          | –             | –             | –             | 24.           | –             |
| 2009-es junior Európa-bajnokságán, Budapest          | 18.           | 22.           | –             | –             | –             |
| 2010-es junior műugró-Európa-bajnokság, Helsinki     | 19.           | 29.           | –             | –             | –             |
| 2010. évi nyári ifjúsági olimpiai játékok, Szingapúr | –             | 12.           | –             | –             | –             |
| 2010-es junior műugró-világbajnokság, Tucson         | 21.           | 29.           | –             | –             | –             |